# 万国公报 (传教士报纸)

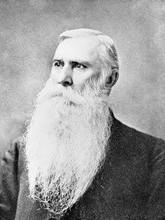
“万国公报之父”——林乐知

《万国公报》是1868年9月5日在上海由林乐知等传教士创办的一份刊物。同时也是一份对中国近代发展影响巨大而深远的刊物。

## 历史
《万国公报》原名《教会新报》（CHURCH NEWS），1868年9月5日在上海创刊，早期为周刊，主办人是美国监理会传教士林乐知，以林华书院的名义出版，由上海美华书馆负责印刷。起初为宗教性质刊物，林乐知在《中国教会新报》第一期上发表的《中国教会新报启》一文中写道：“俾中国十八省教会中人，同气连枝，共相亲爱，每礼拜发给新闻一次，使共见共识，虽隔万里之远，如在咫尺之间，亦可传到外国有中国人之处。”此时教会新报着重刊登阐释教义的文章，以及沟通教徒教友情况的“各地教友来信”等。
1874年9月5日，《教会新报》出至301期时改名为《万国公报》（The Globe Magazine），报刊内容开始演变为非宗教性质，仍为周刊。1883年出至750期时，因经济原因停刊。
1889年2月《万国公报》复刊，成为广学会（CHRISTIAN LITERATURE SOCIETY FOR CHINA）的机关报，英文名改為The Review of the Times，同时改为月刊，仍由林乐知主编，李提摩太和丁韪良等外籍传教士也参与过编撰工作。售量约为四千份。
1907年5月30日林乐知在上海病逝後，《万国公报》也在7月终刊。

## 刊物特点
更名《万国公报》后，虽然名为教会刊物，实际上性质已经发生了变化：由侧重传教，演变为侧重刊登政治时事内容。在成为广学会机关刊物后，这种倾向更加明显。其内容上关注教会内容不多，热衷于“西学”；并于每期扉页上，附印一行字：“本刊是为了推广泰西各国有关的地理、历史、文明......及一般进步知识的期刊。”
《万国公报》上的文章，主要分为三类：第一类是“京报”，记录清廷的诏书、大臣的奏折、朝野的动向；第二类是选登的一些关于外国的时事要闻；第三类是各种文章，内容包罗万象，从时事评论到科学介绍都有。

## 影响与评价
在中国发行最久，影响最大的一份杂志。当时的人称“西学新知之总荟”——当时的知识分子如果想要了解西方的知识学问的话，一定要看万国公报。在1896年維新前後，發行量曾高達38400份，1903年发行量达5.4万多份。成为当时中国发行量最大的刊物。
由于其广泛介绍西方，受到维新人士和地方要员的重视。从李鸿章、张之洞这些重要的政府官员到日本天皇都长期订阅这份杂志。孙中山先生所写“致李鸿章书”，“上李鸿章书”也都在《万国公报》上发表。林语堂称透过《万国公报》，林乐知成为他生命中，影响最大、决定命运的人物。光绪皇帝曾购回广学会出版的89种书籍和全套《万国公报》。1899年2月到4月，《万国公报》第121至124册连载李提摩太和蔡尔康編寫的《大同学》，裡面提到李提摩太和蔡尔康翻譯的《共产党宣言》內容以及馬克思和恩格斯的中文翻譯名。1876年，清政府表彰林乐知的贡献，授予他五品顶戴官衔。